# Alexandre Natanson
Pour les articles homonymes, voir Natanson.
Alexandre Natanson né le 27 septembre 1866 à Varsovie et mort le 12 mars 1936 à Paris, est avocat et éditeur de presse français, cofondateur de périodiques comme La Revue blanche et Le Cri de Paris.

## Biographie
Fils aîné du banquier Adam Natanson et d'Anne Reich, Alexandre a deux autres frères, Thadée et Louis-Alfred.
Il entre au lycée Condorcet à Paris, où il rencontre les futurs peintres Édouard Vuillard, et Maurice Denis, l'écrivain Marcel Proust et l'historien Daniel Halévy. Diplômé de ses études de droit, il devient avocat.
Avec ses frères Thadée et Louis-Alfred, il participe à la création de La Revue blanche, qui devient un lieu d'échanges sur l'avant-garde artistique parisienne de la fin du XIXe et du début du XXe siècle. À la rédaction, il s'occupait des questions financières et fut l'ami de Léon Blum. 
Il est également fondateur-directeur du Cri de Paris qui doit faire face à de nombreux scandales et procès. Souffrant ou lassé, Alexandre revend son titre en 1901. En outre, Pierre Lafitte le nomme directeur de La Vie au grand air en 1900.
Le 16 mai 1929, il met en vente à l'Hôtel Drouot une partie de sa collections d'objets d'art, expertisés par Étienne Bignou.
Marié à Sara Olga Cahn, il eut quatre filles dont Evelyn[e] Nattier-Natanson (1891-1962), graveuse ; Bolette Natanson (1892-1936), architecte et décoratrice, qui ouvrit une galerie d'art à Paris et qui fut co-designeuse d'objets avec Jean-Charles Moreux, Georgette (1894-1969) et Marcelle. 
Alexandre Natanson est inhumé au cimetière de Montmartre le 15 mars 1936,.